# Tago Mago
| 전문가 평가                   | 전문가 평가                                          |
| 총 점수                       | 총 점수                                              |
| 출처                          | 점수                                                 |
| ----------------------------- | ---------------------------------------------------- |
| 메타크리틱                    | 99/100                                               |
| 평가 점수                     |                                                      |
| 출처                          | 점수                                                 |
| AllMusic                      | [ 1 ]                                                |
| Drowned in Sound              | 10/10                                                |
| Encyclopedia of Popular Music | [ 7 ]                                                |
| Filter                        | 95%                                                  |
| Pitchfork                     | 9.3/10 (2004) 10/10 (2011; 40th Anniversary Edition) |
| Record Collector              | [ 10 ]                                               |
| Spin Alternative Record Guide | 9/10                                                 |
| Stylus                        | B                                                    |
| The Rolling Stone Album Guide | [ 13 ]                                               |
| Uncut                         | [ 14 ]                                               |

《Tago Mago》는 1971년 8월 유나이티드 아티스츠 레코드에서 더블 LP로 발매된 독일의 크라우트록 밴드 캔의 두 번째 스튜디오 음반이다. 1970년 전 보컬 맬컴 무니의 탈퇴 이후 다모 스즈키가 참여한 첫 음반이었다. 쾰른 인근 빌린 성에서 녹음된 이 음반은 록 즉흥 연주, 펑크 리듬, 구체 음악 테크닉이 혼합된 긴 형식의 실험 트랙을 특징으로 한다.
《Tago Mago》는 사운드와 구조 면에서 캔의 최고이자 가장 극단적인 음반으로 묘사되어 왔다. 이 음반은 비평가들로부터 광범위한 찬사를 받았고 다양한 아티스트들에 의해 영향을 받은 것으로 언급되고 있다. 《드라운드 인 사운드》는 이 음반을 "논쟁적으로 가장 영향력 있는 록 음반"이라고 불렀다.

## 배경
1970년 맬컴 무니가 캔을 떠난 후 밴드는 보컬 없이 남게 되었다. 베이시스트 홀거 츄카이는 뮌헨의 한 카페 밖에서 버스킹을 하던 중 우연히 다모 스즈키를 만났다. 그는 자신을 실험적인 록 밴드의 멤버라고 소개하며 스즈키를 초대했다. 그날 저녁, 스즈키는 밴드와 함께 블로우 업 클럽에서 공연을 했고, 그 후 캔의 멤버가 되었다.
《Tago Mago》는 1970년 11월부터 1971년 2월 사이에 쾰른 인근의 슐로스 외르베니치 성에서 추카이에 의해 녹음되었다. 1968년 초, 이 밴드는 예술 수집가 크리스토프 보윈켈에 의해 1년 동안 임대료를 내지 않고 그곳에 머물도록 초대받았는데, 그는 성을 아트 센터로 개조할 생각으로 빌렸다.
추카이에 따르면, 이 음반의 이름은 이비사 동쪽 해안의 섬인 이라 데 타고마고에서 따왔다.
1971년 8월 유나이티드 아티스츠 레코드에 의해 더블 LP로 독일에서 발매되었다. 1972년 2월, 다른 커버 아트로 영국 발매가 이어졌다.

## 곡 목록
모든 곡들은 홀거 추카이, 미하엘 카롤리, 야키 리베차이트, 이르민 슈미트 그리고 다모 스즈키에 의해 작사/작곡하였다.
| #  | 제목           | 재생 시간 |
| -- | -------------- | --------- |
| 1. | 〈Paperhouse〉 | 7:28      |
| 2. | 〈Mushroom〉   | 4:03      |
| 3. | 〈Oh Yeah〉    | 7:23      |

| #  | 제목            | 재생 시간 |
| -- | --------------- | --------- |
| 1. | 〈Halleluhwah〉 | 18:32     |

| #  | 제목      | 재생 시간 |
| -- | --------- | --------- |
| 1. | 〈Aumgn〉 | 17:37     |

| #  | 제목                       | 재생 시간 |
| -- | -------------------------- | --------- |
| 1. | 〈Peking O〉               | 11:37     |
| 2. | 〈Bring Me Coffee or Tea〉 | 6:47      |